# Bruges-la-Morte
Bruges-la-Morte (La mort de Bruges) és una novel·la curta de l'autor belga Georges Rodenbach, publicada per primera vegada el 1892. La novel·la és notable per dues raons, per ser l'arquetip de la novel·la simbolista, i per ser la primera novel·la de ficció ill·lustrada amb fotografies. Una traducció per Thomas Duncan va ser publicada per Premsa d'Atles dins Londres dins 1993. Atlas Press de Londres va publicar una traducció anglesa de Thomas Duncan el 2005. El 2005 va aparèixer una altra traducció anglesa de Will Stone i Mike Mitchell publicada per Dedalus Books amb una introducció d'Alan Hollinghurst.